# Битва при Константинополе (922)
Битва при Константинополе — одно из сражений болгаро-византийских войн,  произошедшее в июне 922 года в окрестностях Константинополя между войсками Византийской империи и Болгарского царства; один из эпизодов болгаро-византийской войны 913—927 годов.
Летом византийский император Роман I Лакапин отправил войска под командованием Сактикия, чтобы отразить ещё один болгарский рейд на окраины византийской столицы. Византийцы ворвались в болгарский лагерь, но были разбиты, столкнувшись с главными болгарскими силами. Во время своего бегства с поля боя Сактикий был смертельно ранен и умер на следующую ночь.
Болгары, которые в 922 году контролировали большую часть Балканского полуострова, продолжали разорять византийские окрестности, практически не встречая сопротивления. Однако им не хватало флота для проведения успешной осады Константинополя. Последующие попытки создать болгаро-арабский альянс для совместного штурма столицы Византии провалились. Стратегическая обстановка на Балканах оставалась неизменной до того момента, когда в 927 году обе стороны подписали мирный договор, который признал императорский титул болгарских монархов и полную независимость Болгарской православной церкви в качестве автокефального патриархата.
Основными источниками для битвы являются «Хроника» Георгия Амартола и «Обозрение истории» Иоанна Скилицы.

## Предыстория
При императоре Василии I между Византией и Болгарией сохранялись мирные отношения. Но после вступления на престол Льва VI (886—912) отношения обострились. Во время своего короткого правления византийский император Александр (912—913) отверг послов болгарского князя Симеона, притязавшего на императорский титул. После смерти Александра в июне 913 года болгарский князь, совершил успешный поход в Константинополю и вынудил заключить мир на выгодных для Болгарии условиях: византийцы были вынуждены возобновить уплату дани, пообещали женить малолетнего императора Константина VII на дочери болгарского правителя и, самое главное, признали за Симеоном титул императора. В 914 году в Византии произошёл дворцовый переворот, после которого новые регенты отменили уступки болгарам и собрали целую армию, включая войска из Малой Азии, чтобы разобраться с болгарской угрозой раз и навсегда. В решающей битве при Ахелое в 917 году византийские войска были полностью уничтожены, а болгары продолжали контролировать Балканы и в своих ежегодных кампаниях доходили до стен Константинополя и Коринфского перешейка. Все последующие попытки византийцев противостоять болгарской армии заканчивались неудачей.
Несмотря на своё военное превосходство на суше, Симеон понимал, что ему нужен военно-морской флот для того, чтобы захватить Константинополь. В 922 году он тайно отправил послов в Махдию к Фатимидскому халифу Убайдаллаху аль-Махди, чтобы договориться о помощи могущественного арабского флота. Симеон предложил в случае победы поделить всё полученное поровну: болгары будут удерживать Константинополь, а Фатимидский халифат мог бы забрать византийские земли в Сицилии и Южной Италии.

## Битва

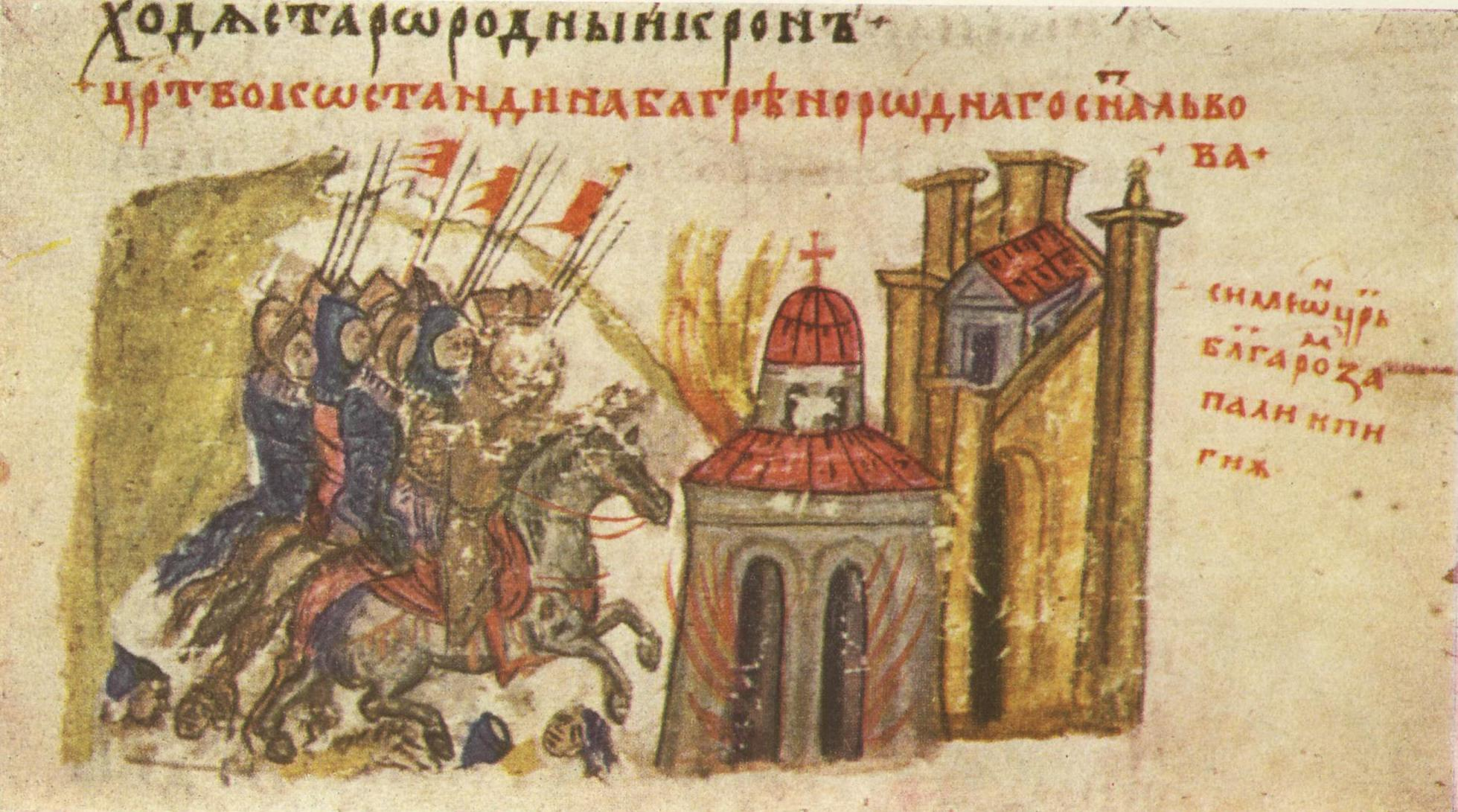
Болгары сжигают церковь на окраине Константинополя. Иллюстрация в летописи Манассии.

Чтобы отвлечь внимание византийцев от тайных болгаро-арабских переговоров, летом 922 года болгары развернули кампанию в Восточной Фракии. Они захватили и осадили целый ряд укреплённых городов в регионе, в том числе Визе. В июне они достигли предместий Константинополя и сожгли дворец Феодоры, располагавшийся на берегу Золотого Рога.
В ответ император Роман I Лакапин вызвал командиров тагм на праздник и призвал их противостоять болгарам. На следующий день один из них, Сактикий, пошёл со своим войском в атаку на болгар. В то время как большинство болгарских солдат было рассеяно по сельской местности в поисках добычи, византийцы напали на болгарский лагерь и перебили немногих его защитников. Когда главные болгарские войска узнали о нападении, они направились обратно в лагерь, чтобы привлечь противников. В тяжёлой борьбе болгары заставили немногочисленное войско византийцев бежать, и византийские хронисты утверждают, что «погибло много». Во время отступления лошадь Сактикия застряла в грязи на берегу реки, и византийский командир был тяжело ранен. Его воинам удалось освободить лошадь из грязи и довезти командира до Влахерны ещё живым. Сактикий был оставлен в церкви Святой Марии Влахернской, где и умер на следующую ночь после ранения.

## Последствия

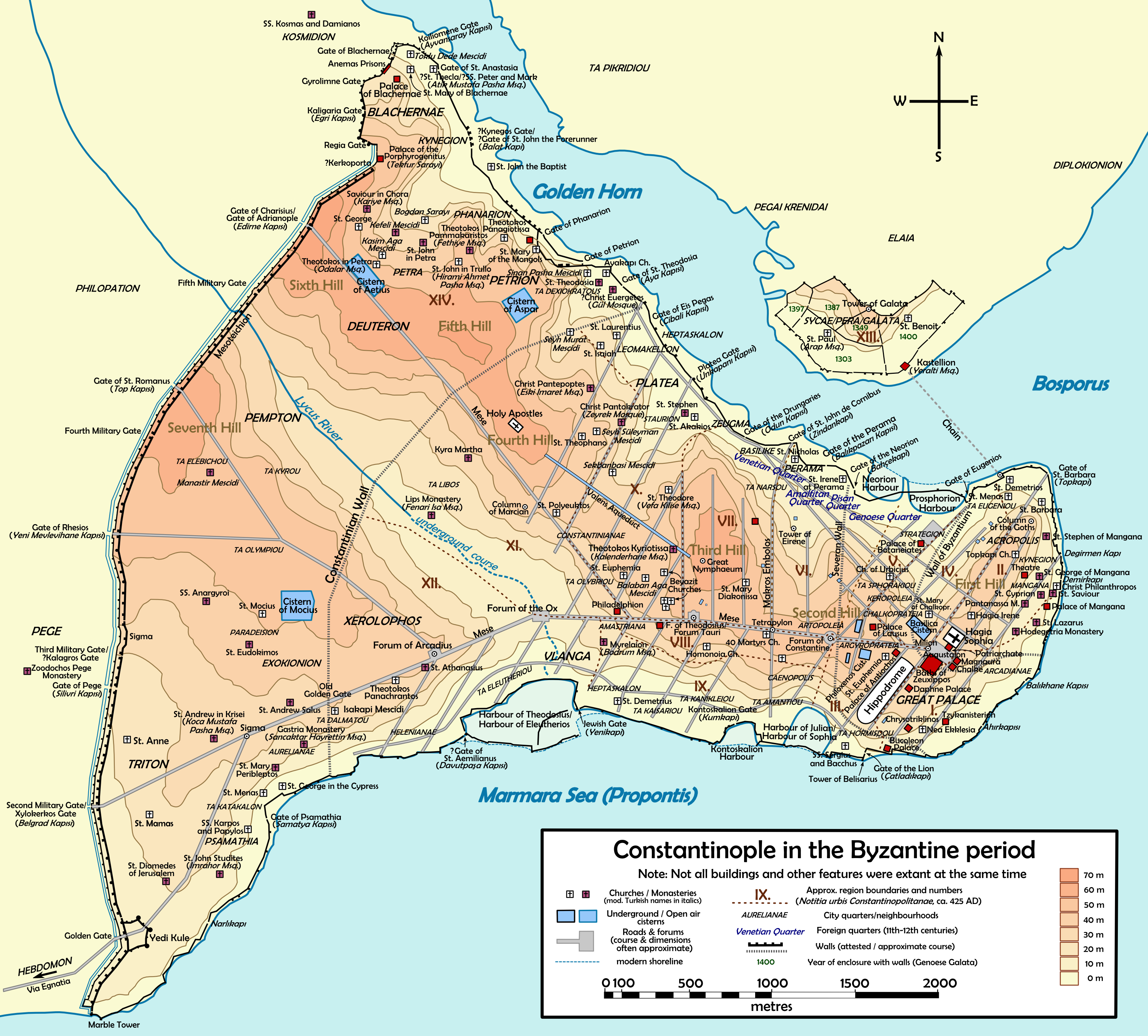
Карта Константинополя, видны Золотой Рог на севере и Влахерны на северо-западе.

После победы Симеон I отправил письма патриарху Константинопольскому Николаю Мистику и соправителю тогдашнего императора Романа I Константину VII, предлагая мирные переговоры. Однако его намерение состояло в том, чтобы затянуть переговоры до возвращения своих посланников к Фатимидам. В то время как Симеон I и Николай Мистик обменялись письмами, военные действия продолжались. Через несколько недель болгарская армия захватила Адрианополь, самый важный город в Византийской Фракии. После падения Адрианополя в Константинополе возникли опасения, что болгары будут осаждать город. Византийцы пытались запугать Симеона I, угрожая нападением венгров, печенегов и Киевской Руси на север Болгарии, как это было сделано в болгаро-византийской войне 894—896 годов. Симеон I знал, что это были пустые слова, потому что Византийская империя была не в состоянии осуществить эти угрозы.
В то же время Убайдаллаху аль-Махди принял болгарское предложение и послал собственных эмиссаров Симеону I, однако на обратном пути их корабль был захвачен византийцами. Болгары продолжали сохранять под своим контролем бо́льшую часть Балкан, захватив союзника Византии Сербию в 924 году, но без морской поддержки они не смогли начать решающую атаку на Константинополь. Война продолжалась до смерти Симеона в 927 году, когда его сын Петр I (927—969) заключил мирный договор с византийцами, которые признали императорский титул болгарских монархов и полную независимость Болгарской православной церкви в качестве автокефального патриархата в обмен на бо́льшую часть завоеваний Симеона I во Фракии после 917 года.

## Комментарии
1. ↑  Хотя после 919 года Роман I Лакапин имел абсолютную власть в Византийской империи и Константин VII был номинальным императором, Симеон I адресовал свое письмо к Константину VII, поскольку не признавал Романа I правителем[16][17].